# Jost Bürgi
Jost Bürgi   (Lichtensteig, 28 de febrer de 1552 (Gregorià) - Kassel, 31 de gener de 1632), a vegades escrit Joost o Jobst (en (llatí) Justus Burgius) va ser un fabricant de rellotges i instruments astronòmics i matemàtic suís a començaments del segle xvii.

## Vida
Poc es coneix de la infància i la joventut de Bürgi: probablement era fill d'un serraller que tenia algun càrrec a l'ajuntament de Lichtensteig. Va marxar del seu poble jove per les desavinences entre catòlics i protestants en un poble dividit per la meitat i potser va estar treballant d'aprenent amb rellotgers i altres artesans.
Entres 1570 i 1574 sabem que va estar a Estrasburg, on és probable que adquirís la majoria dels seus coneixements, ja que allà vivia el matemàtic suís Konrad Dasypodius, tot i que és quasi segur que no va tenir formació universitària, ja que no sabia llatí.
El 1579 va ser nomenat mechanicus i rellotger del landgravi de Hessen-Kassel, Guillem el Savi. A partir d'aquesta data la seva biografia és més coneguda, sobretot pels nombrosos instruments de precisió per l'astronomia i la geometria que va construir.

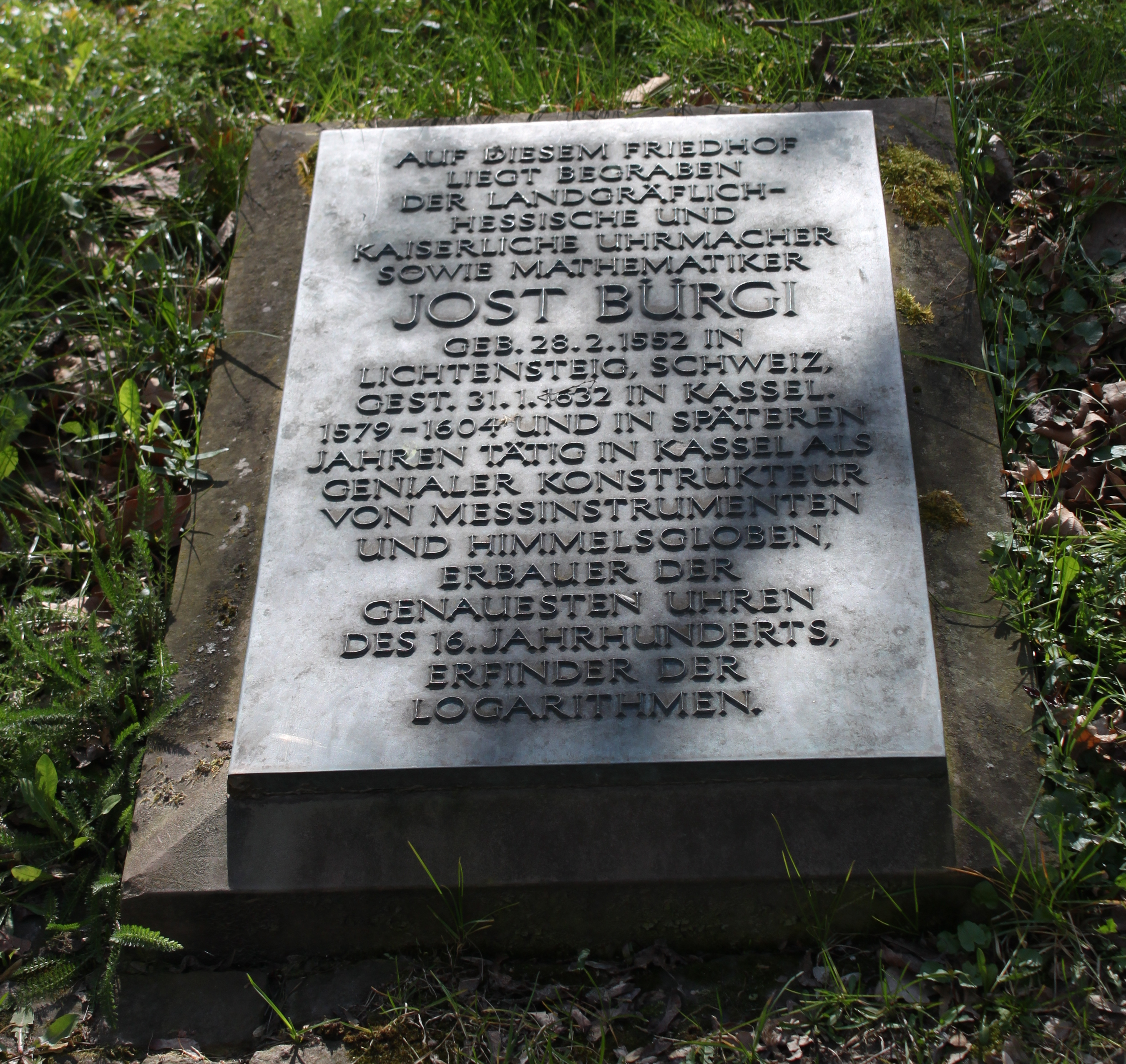
Llosa funerària al cementiri de Kassel.

A la mort de Guillem el Savi en 1592, va continuar mantenint el patrocini del seu fill Maurici I de Hessen-Kassel, però també va ser invitat per l'emperador Rodolf II a la seva cort de Praga. El 1603, després de diferents estances a Praga, s'hi va traslladar definitivament i hi va romandre fins al 1631. El gener de 1632, poc temps després del seu retorn a Kassel, va morir en aquesta ciutat. Tot i que la seva tomba ja no existeix, s'ha emplaçat una llosa en el cementiri del seu enterrament.

## Obra

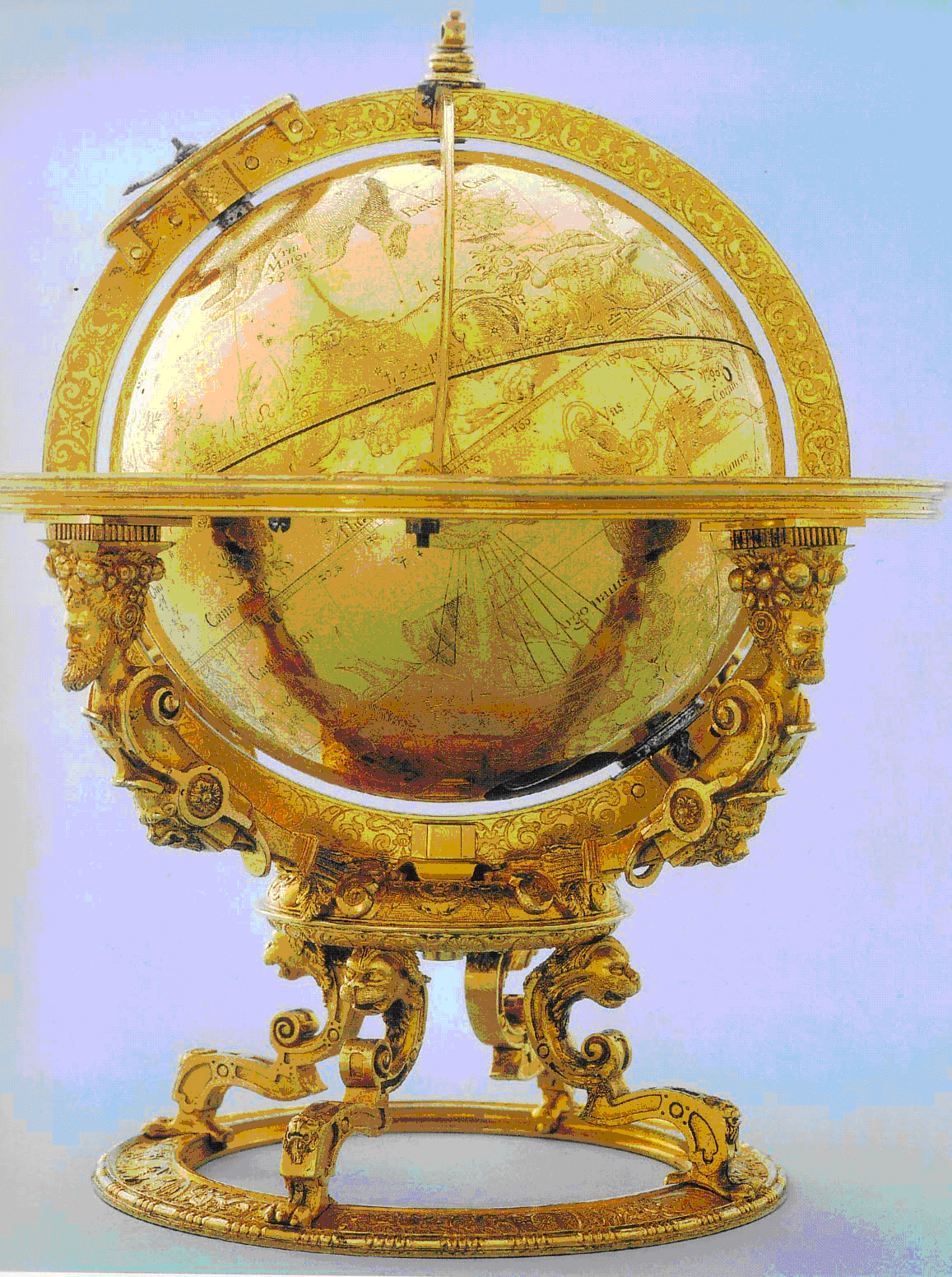
Globus Celeste mecanitzat, fet el 1594 a Kassel, actualment al Museu Nacional Suís de Zurich

L'únic llibre seu, publicat el 1620, són les Aritmetische und Geometrische Progreß tabulen, unes taules de logaritmes que utilitzava per simplificar els càlculs, ja que el logaritme converteix la multiplicació en una suma, la divisió en una resta i l'arrel quadrada o cúbica en una divisió per 2 o per 3. Probablement, l'origen d'aquestes taules es remunti a 1588; Kepler deia el 1594 que Burgi tenia un mètode molt eficient per a fer multiplicacions i divisions. És, doncs, possible que Burgi inventés els logaritmes abans que John Napier, però la publicació del seu llibre és posterior a la de Napier. Les seves taules es basaven en un procediment per a calcular els sinus molt més eficient del que s'havia utilitzat fins al seu temps.
També es conserven de Burgi nombrosos instruments com rellotges, esferes celestes, quadrants, etc. la major part construïts durant la seva època a Kassel, que li van donar una merescuda fama internacional.